# Eublemma sperans
Eublemma sperans är en fjärilsart som beskrevs av Felder 1874. Eublemma sperans ingår i släktet Eublemma och familjen nattflyn. Inga underarter finns listade i Catalogue of Life.